# Place Juliette-Drouet
La place Juliette Drouet est une place du 9e arrondissement de Paris, en France.

## Situation et accès
La place est située à l’intersection de la rue Catherine-de-La-Rochefoucauld et de la rue Jean-Baptiste-Pigalle, à Paris (9e), à proximité de la Cité Pigalle et de la fin rue Chaptal.
Le quartier est desservi par les lignes 2 et 12 du métro.

## Origine du nom

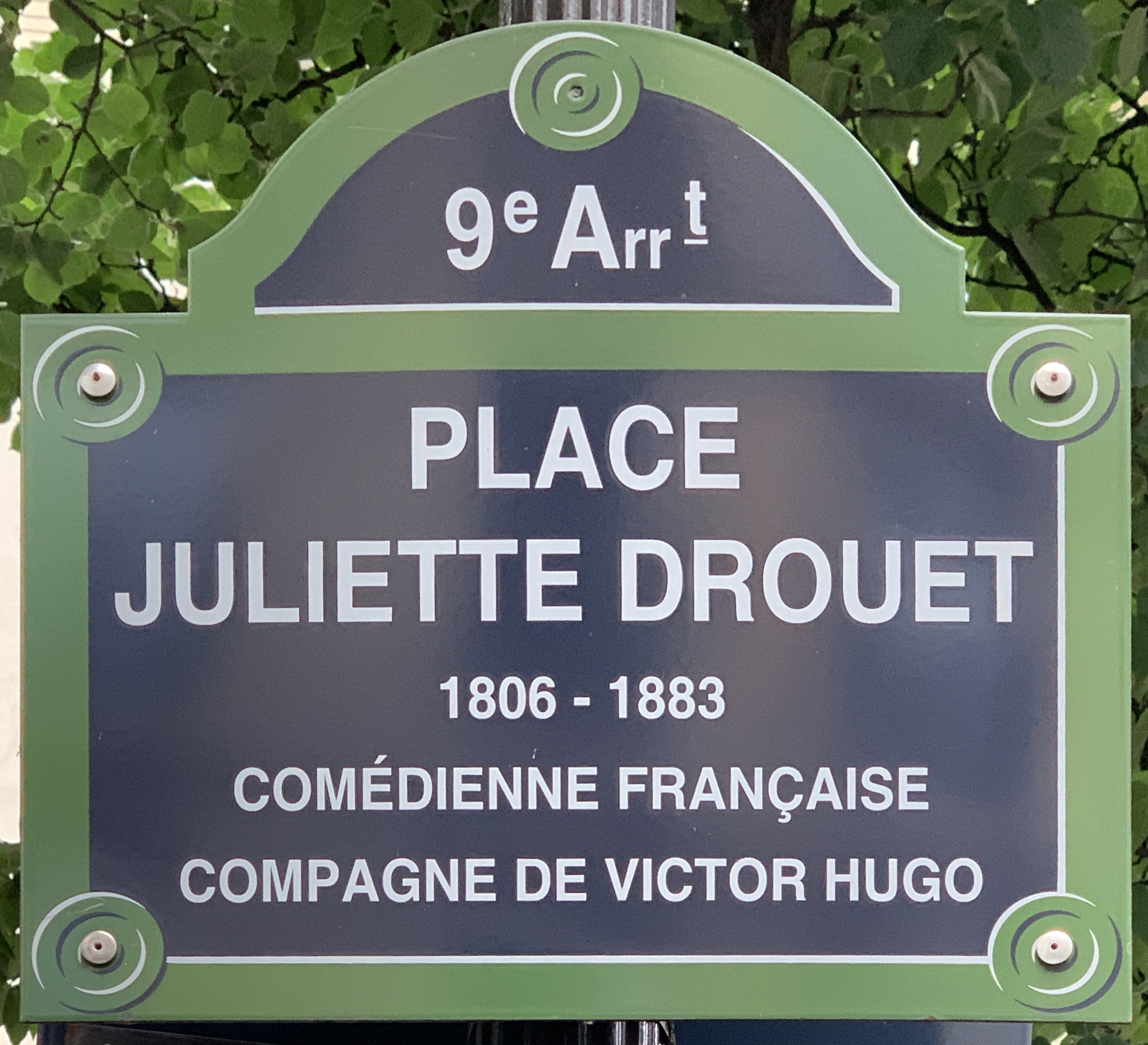
Plaque de la place.

Cette place rend hommage à Juliette Drouet, née Julienne Joséphine Gauvain, actrice et épistolière née à Fougères, amante de Victor Hugo la plus grande partie de sa vie, et qui emménage en 1871 au 55 rue Pigalle où Victor Hugo la rejoint à la fin de l’année 1873, après avoir quitté sa résidence au 66 rue Catherine de La Rochefoucauld.

## Historique
La Commission de dénomination des voies, places, espaces verts et équipements publics municipaux de la ville de Paris
se réunit le 20 juin 2017, date à laquelle le projet porté par reçoit un avis favorable.

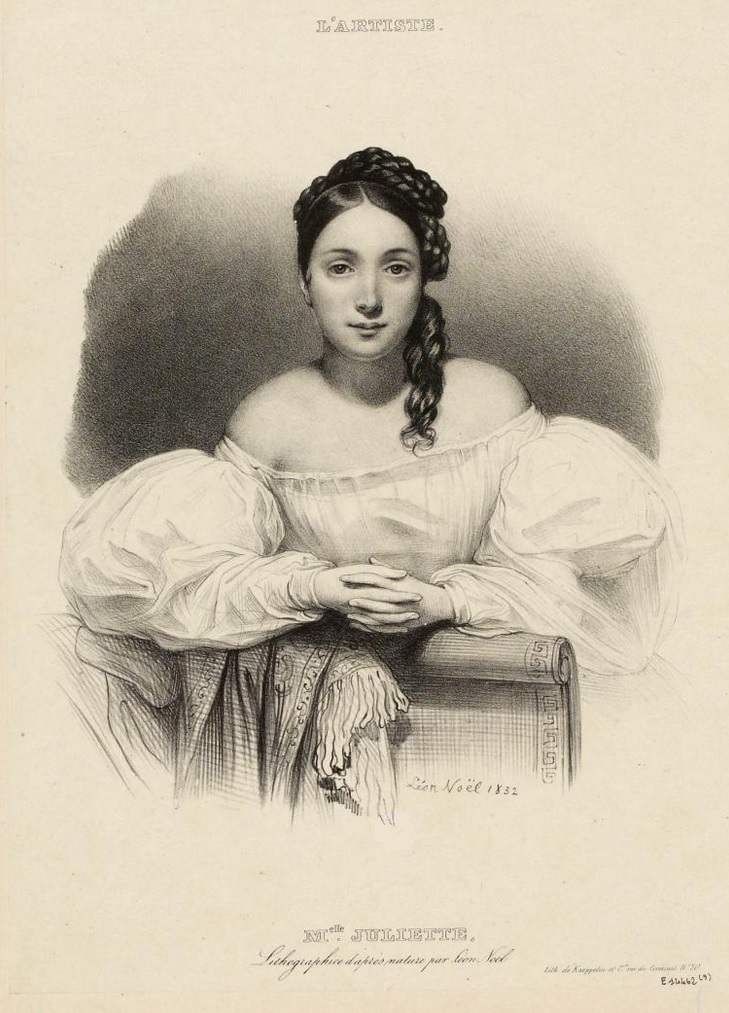
Juliette Drouet par Léon Noël, 1832.